# Tlalixtaquilla de Maldonado
Tlalixtaquilla de Maldonado är en kommun i Mexiko.   Den ligger i delstaten Guerrero, i den sydöstra delen av landet, 220 km söder om huvudstaden Mexico City. Antalet invånare är 6 534. Arean är 332 kvadratkilometer.
Terrängen i Tlalixtaquilla de Maldonado är kuperad.
Följande samhällen finns i Tlalixtaquilla de Maldonado:
- La Luz de Juárez
- Ahuacatitlán
- Cannán Ciudad de la Luz
- Mexquititlán
- La Rivera